# Canadian Soccer League 1988
La Canadian Soccer League 1988 è stata la seconda edizione del campionato di calcio canadese.
Rispetto alla stagione precedente si ebbe l'ingresso del Montréal Supra, con la conferma di tutte le altre partecipanti

## Formula
Diversamente dai campionati statunitensi, propensi a sperimentare formule di punteggio alternative, vennero utilizzate le regole standard della FIFA: erano assegnati due punti per ogni vittoria e uno ogni pareggio.
Per limitare le spese delle trasferte, le squadre vennero divise in due Division su base geografica, e vista la loro differente composizione numerica il calendario era di tipo sbilanciato: le squadre della Western giocavano contro gli avversari della propria Division sei partite, mentre le squadre della Eastern cinque partite. Tutte le squadre giocavano poi due volte contro quelle dell'altra Division (una in casa e una in trasferta).
Tre squadre per ogni Division si qualificavano ai play-off, con la vincitrice di Division ammessa direttamente in semifinale.

## Partecipanti
| Club               | Città      | Provincia           | Division | Stagione precedente    |
| ------------------ | ---------- | ------------------- | -------- | ---------------------- |
| Calgary Kickers    | Calgary    | Alberta             | Western  | Campione dopo play-off |
| Edmonton Brickmen  | Edmonton   | Alberta             | Western  | 3º in Western division |
| Hamilton Steelers  | Hamilton   | Ontario             | Eastern  | 1º in Eastern division |
| Montréal Supra     | Montréal   | Québec              | Eastern  | Esordiente             |
| North York Rockets | North York | Ontario             | Eastern  | 4º in Eastern division |
| Ottawa Intrepid    | Ottawa     | Ontario             | Eastern  | 2º in Eastern division |
| Toronto Blizzard   | Toronto    | Ontario             | Eastern  | 3º in Eastern division |
| Vancouver 86ers    | Vancouver  | Columbia Britannica | Western  | 2º in Western division |
| Winnipeg Fury      | Winnipeg   | Manitoba            | Western  | 4º in Western division |

## Classifiche regular season

### Eastern Division
|  | Pos. | Squadra            | Pt | G  | V  | N  | P  | GF | GS |
|  | ---- | ------------------ | -- | -- | -- | -- | -- | -- | -- |
|  | 1.   | Hamilton Steelers  | 42 | 28 | 18 | 6  | 4  | 64 | 28 |
|  | 2.   | Toronto Blizzard   | 29 | 28 | 8  | 13 | 7  | 44 | 31 |
|  | 3.   | North York Rockets | 28 | 28 | 10 | 8  | 10 | 40 | 39 |
|  | 4.   | Ottawa Intrepid    | 25 | 28 | 8  | 9  | 11 | 32 | 43 |
|  | 5.   | Montréal Supra     | 24 | 28 | 8  | 8  | 12 | 36 | 44 |

Legenda:

      Ammessa alle semifinali play-off
      Ammessa ai play-off

### Western Division
|  | Pos. | Squadra           | Pt | G  | V  | N | P  | GF | GS |
|  | ---- | ----------------- | -- | -- | -- | - | -- | -- | -- |
|  | 1.   | Vancouver 86ers   | 48 | 28 | 21 | 6 | 1  | 84 | 30 |
|  | 2.   | Winnipeg Fury     | 25 | 28 | 9  | 7 | 12 | 33 | 46 |
|  | 3.   | Calgary Kickers   | 18 | 28 | 6  | 6 | 16 | 39 | 70 |
|  | 4.   | Edmonton Brickmen | 13 | 28 | 4  | 5 | 19 | 33 | 74 |

Legenda:

      Ammessa alle semifinali play-off
      Ammessa ai play-off

## Risultati
|                    | CAL  | EDM  | HAM  | MTL  | NYR  | OTT  | TOR  | VAN  | WPG  |  | CAL  | EDM  | HAM  | MTL  | NYR  | OTT  | TOR  | VAN  | WPG  |  | CAL  | EDM  | HAM  | MTL  | NYR  | OTT  | TOR  | VAN  | WPG  |
| ------------------ | ---- | ---- | ---- | ---- | ---- | ---- | ---- | ---- | ---- |  | ---- | ---- | ---- | ---- | ---- | ---- | ---- | ---- | ---- |  | ---- | ---- | ---- | ---- | ---- | ---- | ---- | ---- | ---- |
| Calgary Kickers    | –––– | 2-0  | 2-5  | 0-0  | 0-2  | 3-0  | 0-7  | 1-3  | 3-0  |  | –––– | 3-4  | –––– | –––– | –––– | –––– | –––– | 2-2  | 0-1  |  | –––– | 2-4  | –––– | –––– | –––– | –––– | –––– | 2-2  | 0-2  |
| Edmonton Brickmen  | 1-2  | –––– | 0-3  | 2-3  | 1-3  | 0-2  | 0-6  | 1-3  | 2-1  |  | 1-1  | –––– | –––– | –––– | –––– | –––– | –––– | 0-3  | 1-1  |  | 4-2  | –––– | –––– | –––– | –––– | –––– | –––– | 1-2  | 0-2  |
| Hamilton Steelers  | 4-1  | 5-0  | –––– | 1-1  | 1-1  | 1-2  | 0-0  | 0-3  | 2-1  |  | –––– | –––– | –––– | 2-1  | 2-0  | 4-1  | 3-2  | –––– | –––– |  | –––– | –––– | –––– | –––– | 3-1  | 3-2  | –––– | –––– | –––– |
| Montréal Supra     | 4-1  | 4-3  | 0-0  | –––– | 0-0  | 2-0  | 0-0  | 2-4  | 0-4  |  | –––– | –––– | 1-4  | –––– | 4-1  | 1-0  | 1-1  | –––– | –––– |  | –––– | –––– | 1-2  | –––– | –––– | –––– | 1-1  | –––– | –––– |
| North York Rockets | 4-1  | 3-2  | 1-1  | 3-1  | –––– | 1-3  | 0-2  | 3-1  | 4-0  |  | –––– | –––– | 0-2  | 1-1  | –––– | 0-1  | 1-0  | –––– | –––– |  | –––– | –––– | –––– | 0-1  | –––– | 1-1  | –––– | –––– | –––– |
| Ottawa Intrepid    | 2-2  | 1-0  | 0-0  | 3-1  | 0-0  | –––– | 2-2  | 0-1  | 1-1  |  | –––– | –––– | 0-6  | 2-1  | 3-1  | –––– | 0-0  | –––– | –––– |  | –––– | –––– | –––– | 0-2  | –––– | –––– | 1-2  | –––– | –––– |
| Toronto Blizzard   | 0-0  | 0-0  | 3-0  | 1-0  | 2-3  | 2-2  | –––– | 2-2  | 0-1  |  | –––– | –––– | 0-2  | 3-1  | 2-0  | 0-0  | –––– | –––– | –––– |  | –––– | –––– | 0-3  | –––– | 2-4  | –––– | –––– | –––– | –––– |
| Vancouver 86ers    | 3-0  | 2-0  | 4-2  | 3-2  | 1-1  | 4-2  | 3-3  | –––– | 2-0  |  | 6-2  | 7-1  | –––– | –––– | –––– | –––– | –––– | –––– | 3-1  |  | 5-0  | 5-0  | –––– | –––– | –––– | –––– | –––– | –––– | 4-1  |
| Winnipeg Fury      | 1-4  | 1-0  | 0-3  | 2-0  | 1-1  | 2-1  | 1-1  | 0-0  | –––– |  | 1-3  | 3-3  | –––– | –––– | –––– | –––– | –––– | 0-2  | –––– |  | 2-0  | 2-2  | –––– | –––– | –––– | –––– | –––– | 1-4  | –––– |

## Play-off
|  | Primo turno        | Primo turno |  |  | Semifinali        | Semifinali |  |                 | Finale            | Finale |
|  |                    |             |  |  |                   |            |  |                 |                   |        |
|  |                    |             |  |  | Vancouver 86ers   | 3          |  |                 |                   |        |
|  |                    |             |  |  | Vancouver 86ers   | 3          |  |                 |                   |        |
|  |                    |             |  |  | Winnipeg Fury     | 1          |  |                 |                   |        |
|  | Winnipeg Fury      | 2           |  |  | Winnipeg Fury     | 1          |  |                 |                   |        |
|  | Winnipeg Fury      | 2           |  |  |                   |            |  |                 |                   |        |
|  | Calgary Kickers    | 1           |  |  |                   |            |  |                 |                   |        |
|  | Calgary Kickers    | 1           |  |  |                   |            |  | Vancouver 86ers | 4                 |        |
|  |                    |             |  |  |                   |            |  | Vancouver 86ers | 4                 |        |
|  |                    |             |  |  |                   |            |  |                 | Hamilton Steelers | 1      |
|  |                    |             |  |  |                   |            |  |                 | Hamilton Steelers | 1      |
|  |                    |             |  |  |                   |            |  |                 |                   |        |
|  |                    |             |  |  |                   |            |  |                 |                   |        |
|  |                    |             |  |  | Hamilton Steelers | 1          |  |                 |                   |        |
|  |                    |             |  |  | Hamilton Steelers | 1          |  |                 |                   |        |
|  |                    |             |  |  | Toronto Blizzard  | 0          |  |                 |                   |        |
|  | Toronto Blizzard   | 2           |  |  | Toronto Blizzard  | 0          |  |                 |                   |        |
|  | Toronto Blizzard   | 2           |  |  |                   |            |  |                 |                   |        |
|  | North York Rockets | 1           |  |  |                   |            |  |                 |                   |        |
|  | North York Rockets | 1           |  |  |                   |            |  |                 |                   |        |